# Estrada de Ferro Santos-Jundiaí
A Estrada de Ferro Santos-Jundiaí (EFSJ) surge após 1946, com o fim do monopólio inglês na ferrovia São Paulo Railway Company (SPR) inaugurada em 1867 para interligar os municípios paulistas de Santos a Jundiaí, tendo como principal ponto de passagem a cidade de São Paulo. Após a privatização em 1996, o trecho, um dos mais movimentados e importantes do país, é hoje operado pela empresa MRS Logística.

## História

### São Paulo Railway, a 'Ingleza'

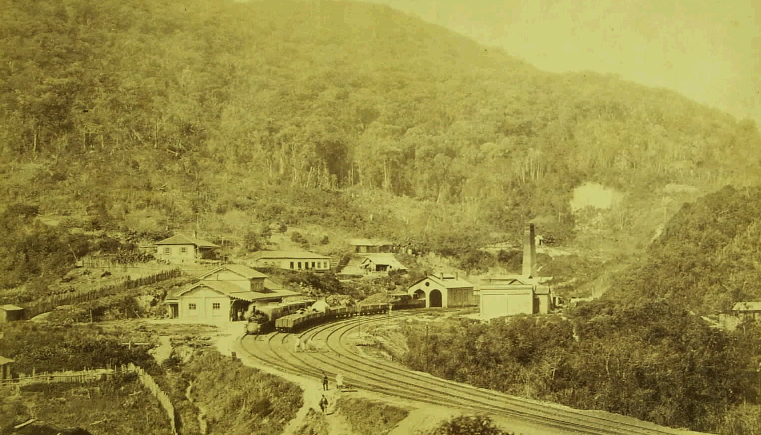
Estrada de Ferro Santos-São Paulo, 1870 (foto:Marc Ferrez).

, Em 1856 ocorreu à autorização para a construção dessa primeira ferrovia paulista, quando a Lei Imperial nº1759, de 26 de abril, dava autorização aos cidadãos Márquez de Monte Alegre, Conselheiro João Antonio Pimenta e  Irineu Evangelista de Souza, o Barão de Mauá a incorporarem uma companhia no exterior para a construção da estrada de ferro de Santos a Jundiaí. A intenção do Império é clara, em promover a ligação do litoral com o planalto paulista, pois, se transformou numa questão de interesse nacional, sendo que a Província tinha autonomia para autorizar a construção de uma estrada de ferro ligando São Paulo ao Porto de Santos. O trecho de 800 metros de altitude e 8 quilômetros de extensão da serra do Mar era considerado impraticável; por isso, Mauá foi atrás de um dos maiores especialistas no assunto: o engenheiro ferroviário britânico James Brunlees.
Brunless veio ao Brasil e considerou o projeto viável; para executar o projeto, foi convidado Daniel Makinson Fox, engenheiro que havia acumulado experiência na construção de estradas de ferro através das montanhas do norte do País de Gales e das encostas dos Pireneus.
Fox propôs que a rota para a escalada da serra deveria ser dividida em 4 declives, tendo cada uma a inclinação de 8%. Nesses trechos, os vagões seriam puxados por cabos de aço. No final de cada declive, seria construída uma extensão de linha de 75 metros de comprimento, chamada de "patamar", com uma inclinação de 1,3%. Em cada um desses patamares, deveria ser montada uma casa de força e uma máquina a vapor, para promover a tração dos cabos. A proposta foi aprovada por Brunless e a nova empresa para a construção da Funicular de Paranapiacaba foi criada: 
No alto da serra foi implantada uma estação que serviu de acampamento para os operários, denominada de Paranapiacaba. Ela possibilitava a troca de sistema pelos trens.

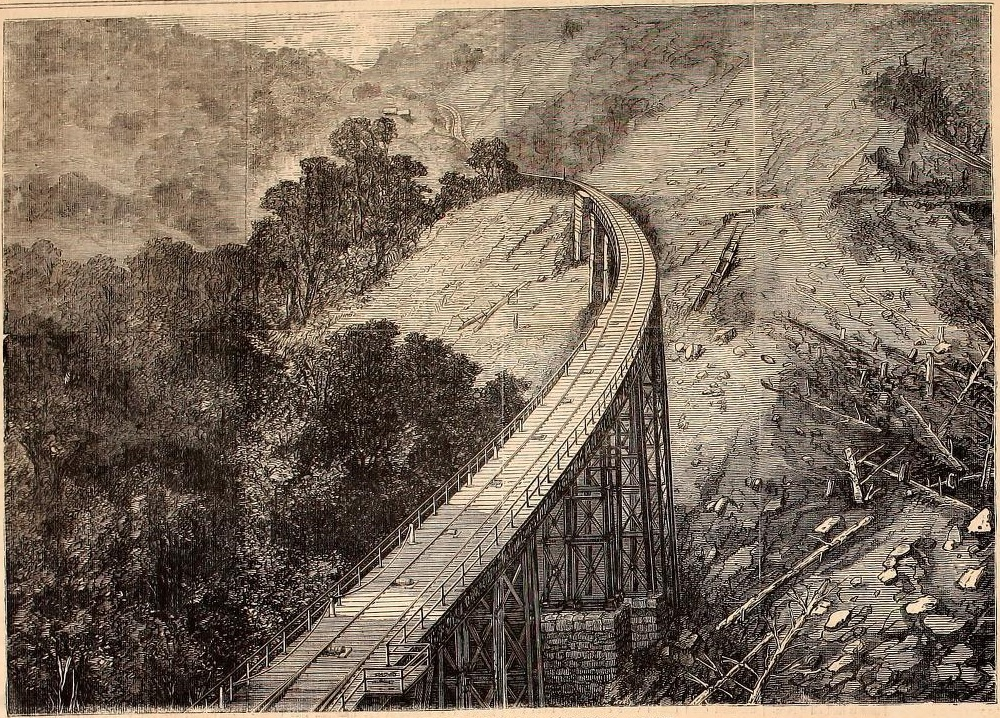
O viaduto da Serra, São Paulo Railway (Harper's Weekly, Vol. 12, nº 623, 05/12/1868).

A estrada foi aberta sem o auxílio de explosivos, pois o terreno era muito instável. A escavação das rochas foi feita apenas com cunhas e pregos. Alguns cortes chegaram a 20 metros de profundidade. Para proteger o leito dos trilhos das chuvas torrenciais foram construídos paredões de alvenaria, variando de 5 a 20 metros de altura , o que consumiu 230.000 metros cúbicos de alvenaria.
A despeito de todas as dificuldades, a construção terminou 10 meses antes do tempo previsto no contrato, que era de oito anos. A "São Paulo Railway" foi aberta ao tráfego a 16 de fevereiro de 1867.
O grande volume de café transportado para o Porto de Santos fez com que em 1895 se iniciasse a construção de um novo trecho para transposição da serra, paralelo ao antigo. Este trecho passou a ser conhecido como "Serra Nova", em contraposição ao pioneiro, denominado "Serra Velha".
Para essa nova estrada foi utilizado um sistema endless rope, ou "corda sem-fim". Nesse sistema o percurso era dividido em cinco seções: em cada uma delas havia máquinas de 1000 cv instaladas em posições subterrâneas, embora estas máquinas não ultrapassassem a potência de 951 cv. Para cada composição que subia havia uma outra composição de peso próximo ou equivalente, de modo a contrabalançar as forças de subida e descida e desta maneira, permitir às máquinas fixas, um esforço mínimo.
Em 1889 foram feitos os primeiros protestos contra o monopólio britânico sobre a rota do porto. Porém, este seria mantido até o ano de 1935, quando a Estrada de Ferro Sorocabana construiu uma Linha própria entre Mairinque e Santos.

### AEstatizaçãonadécada de 1940

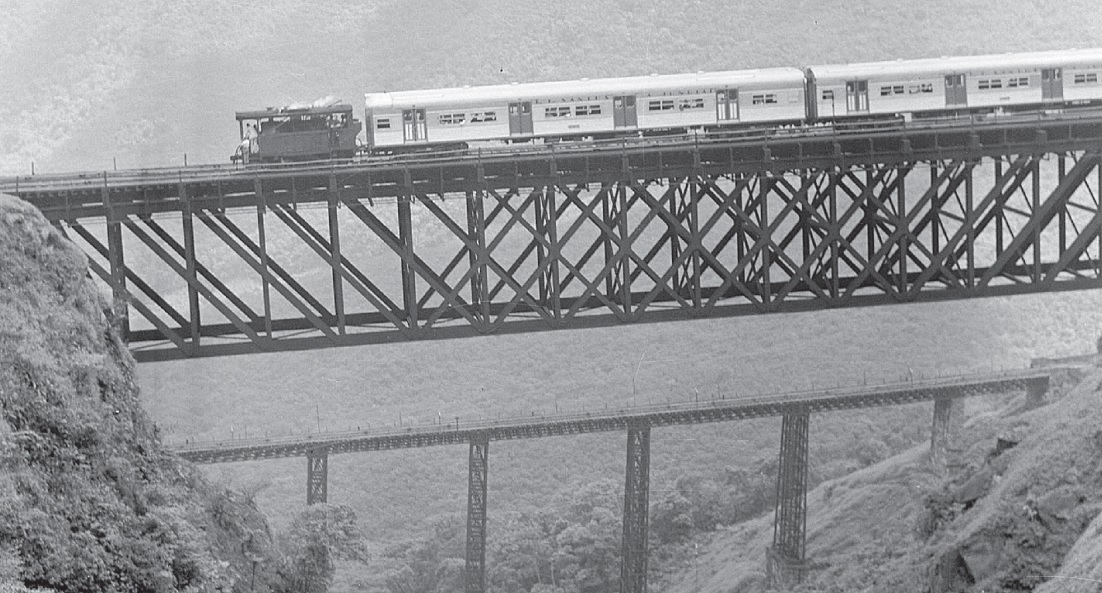
Locobreque no Funicular de Paranapiacaba conduzindo trem da Série 101, década de 1960.

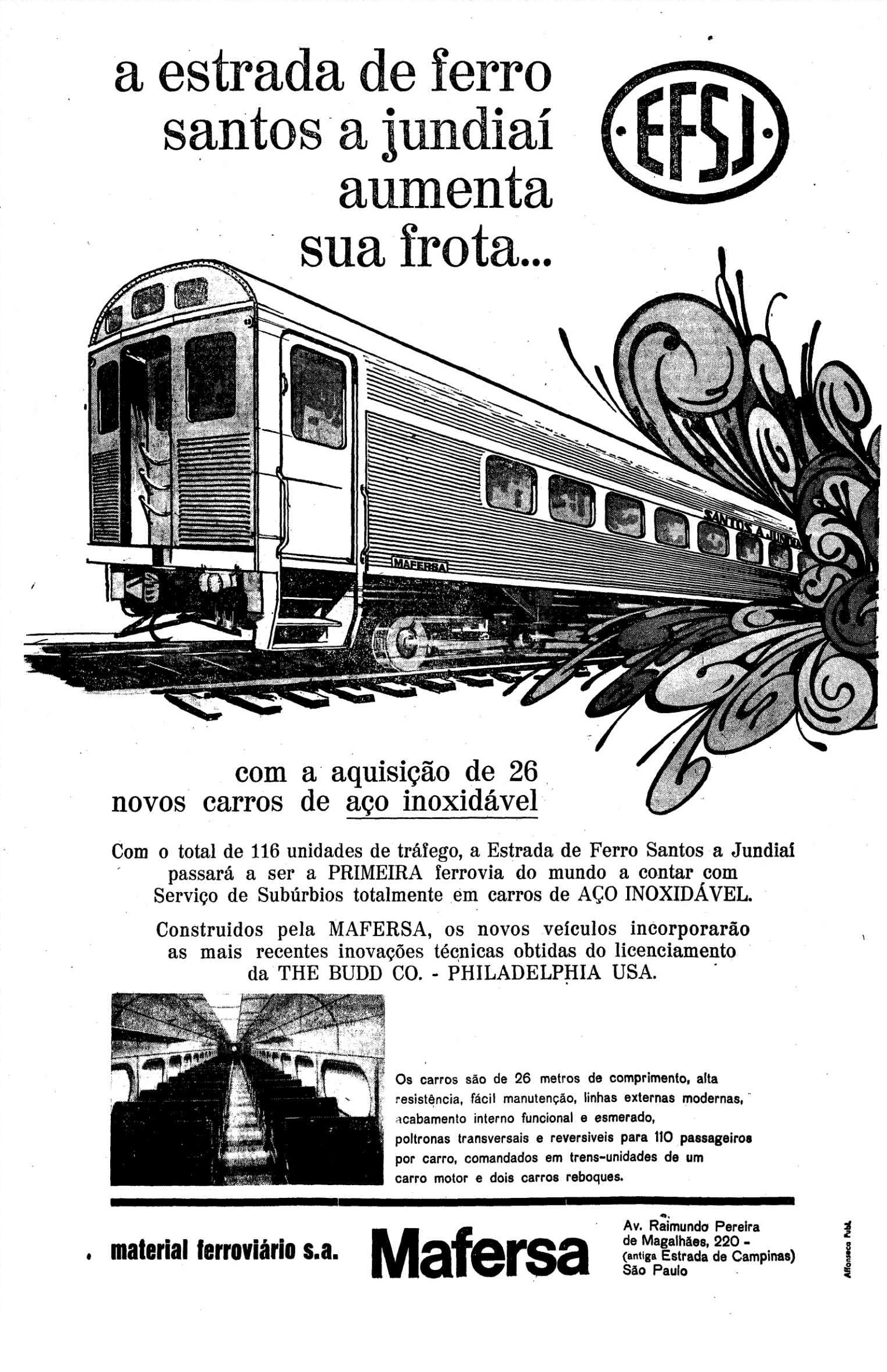
Anúncio publicitário da Mafersa sobre novos trens fornecidos para a Santos-Jundiaí, 1968

Em 13 de setembro de 1946 a São Paulo Railway foi encampada pelo governo brasileiro em virtude do fim da concessão dada aos ingleses para explorar a rota, tornando-se uma estatal. Em 10 de outubro daquele ano, o nome da companhia foi alterado para Estrada de Ferro Santos a Jundiaí.
A Santos a Jundiaí foi incorporada, sendo uma das 18 ferrovias que formaram a Rede Ferroviária Federal (RFFSA) em 1957. Mesmo tendo se transformando em subsidiária de uma empresa maior, ainda seria mantida como pessoa jurídica distinta e continuou com seu tradicional nome até 1969, ocasião em que todas as integrantes da RFFSA, enfim, foram extintas. Sua malha então passou a formar a 9ª Divisão Operacional da RFFSA, e, junto aos trilhos oriundos da Estrada de Ferro Noroeste do Brasil (10ª Divisão), compôs o Sistema Regional Centro Sul. Em 1975, foram extintas as divisões operacionais e o que era Sistema Regional Centro Sul passou a se denominar Sistema Regional nº 4 (SR-4), com sede em São Paulo, e que também incorporou o sistema de trens de subúrbio da antiga Estrada de Ferro Central do Brasil na Grande São Paulo. Em 1989 a antiga malha da NOB separou-se, formando a SR-10.
No decorrer da primeira metade do Século XX, a Funicular da Serra Velha, por ter tecnologia e estrutura mais antiga, foi sendo subutilizada, estando, já durante a Década de 1960, completamente sem uso e abandonada. Como a Funicular da Serra Nova estava com sua capacidade  cada vez mais aquém da demanda de carga a transportar, começaram estudos para modernizar o sistema e aumentar sua capacidade de transporte. Entre os projetos, foram sugeridos a construção de um novo e longo trajeto, que permitisse a simples circulação de locomotivas comuns puxando longos comboios, tal qual na Mairinque- Santos. Também foi analisada a construção de locomotivas gigantescas, com enorme poder de tração, as quais utilizariam pneus de borracha para garantir o atrito necessário. No fim, a proposta aceita, foi a de substituição do sistema Funicular, pelo sistema de cremalheira/aderência, pois sua implementação seria a mais rápida e menos cara. O trecho escolhido para receber a modernização foi a Serra Velha, o que não paralisaria o trabalho na Serra Nova, que estava plenamente ativa.
Assim, a Rede Ferroviária Federal construiu entre 1970 e 1974 o novo sistema. Na ocasião o antigo sistema funicular da "Serra Velha" foi substituído por um de cremalheira, no qual três linhas paralelas dentadas (conhecido pelo nome de sistema ABT) de tungstênio eram colocadas entre os trilhos, que por sua vez se acoplavam em rodas dentadas retráteis na locomotiva. Este sistema foi organizado pela firma japonesa Marubeni, sendo que as locomotivas foram construídas pela Hitachi. O Novo Sistema de Cremalheira/Aderência foi inaugurado em 17 de janeiro de 1974, com capacidade pra 500 toneladas de carga puxadas por duas Hitachi. Em março, após uma tentativa de levar carga acima disso, houve um acidente, com a Locomotiva 2007 perdendo os freios na descida da serra, descarrilhando na curva  após raiz da Serra e matando o maquinista e o técnico japonês a bordo.
Após o sucesso do novo Sistema no Leito da Serra Velha, por pouco tempo os dois sistemas trabalharam juntos paralelamente, com a rápida subutilização da Funicular da Serra Nova e, por fim, sua paralisação e abandono durante a Década de 1980. O trecho da Serra Nova teve, décadas depois, um curtíssimo trecho no seu início no topo da Serra, usado para o funcionamento de uma pequena locomotiva turística.

### APrivatizaçãonadécada de 1990

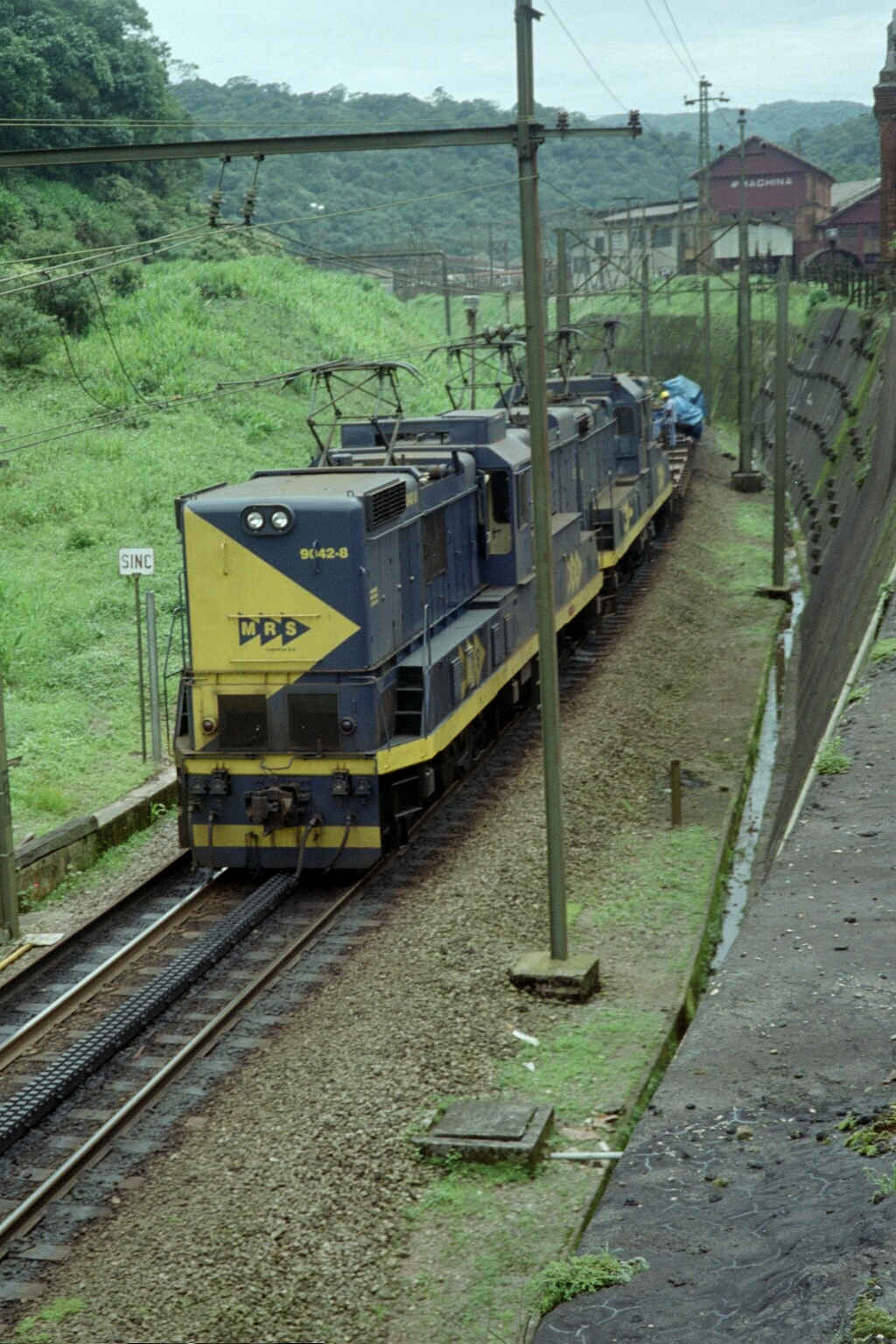
Locomotivas Hitachi, 2003

Em 1º de dezembro de 1996, no cumprimento do programa de desestatização proposto pelo Governo Federal de então, a antiga malha da Santos a Jundiaí foi entregue sob regime de concessão à MRS Logística para a operação de cargas, sendo que a concessionária tem hoje o domínio da ferrovia entre Santos e Rio Grande da Serra. O trecho entre Rio Grande da Serra e Jundiaí ficou sob o domínio da Companhia Paulista de Trens Metropolitanos, a qual dividiu o trecho, ali operando suas linhas de trens de subúrbio 7 (trecho Jundiaí-Brás) e 10 (trecho Brás-Rio Grande da Serra), com a Concessionária tendo, no entanto, permissão para operar e compartilhar o trecho.
Os trens de passageiros de longo percurso entre Jundiaí e Santos foram extintos em 1996, meses antes da privatização, pelo próprio Governo Estadual. Havia uma extensão regular dos trens de subúrbio até Paranapiacaba, mas esta foi extinta em 2001, transformando Rio Grande da Serra no limite da linha. Neste trecho, sob domínio da Concessionária, apesar da demanda por parte dos moradores da Vila histórica, não há interesse por parte da Concessionária em permitir o retorno do trem de subúrbio, sendo que a Rede Elétrica foi totalmente retirada. No final da Década de 2000, a CPTM tenha instituído um trem turístico quinzenal com destino àquela localidade.
No final do Século XX, o Sistema Cremalheira/aderência estava no limite, sendo que, muitas vezes, a concessionária era obrigada a transportar apenas Minério de Ferro para a Siderúrgica Cosipa, pois não havia espaço para se transportar mais outra carga. Isto levou a Concessionária a pensar em algum modo de modernizar o sistema e aumentar a capacidade. Em 2004, foi considerado a implantação de um Sistema que usaria o leito abandonado da Serra Nova para instalar uma esteira de quase de 10 quilômetros para transporte de cargas. Ele se iniciaria no pátio de Campo Grande, atravessaria um túnel de aproximadamente 800 metros por baixo da Vila de Paranapiacaba, preservando assim o local histórico, descendo pelo leito desativado da Serra Nova até Piaçaguera já em Cubatão. Porém o custo foi considerado excessivo e o projeto abandonado. Assim, em 2010 a Concessionária MRS encomendou 7 locomotivas suíças Stadler He 4/4, tidas como as mais potentes do mundo, modernizando o material rodante e aumentando muito a capacidade de carga a ser transportada.

## Percurso

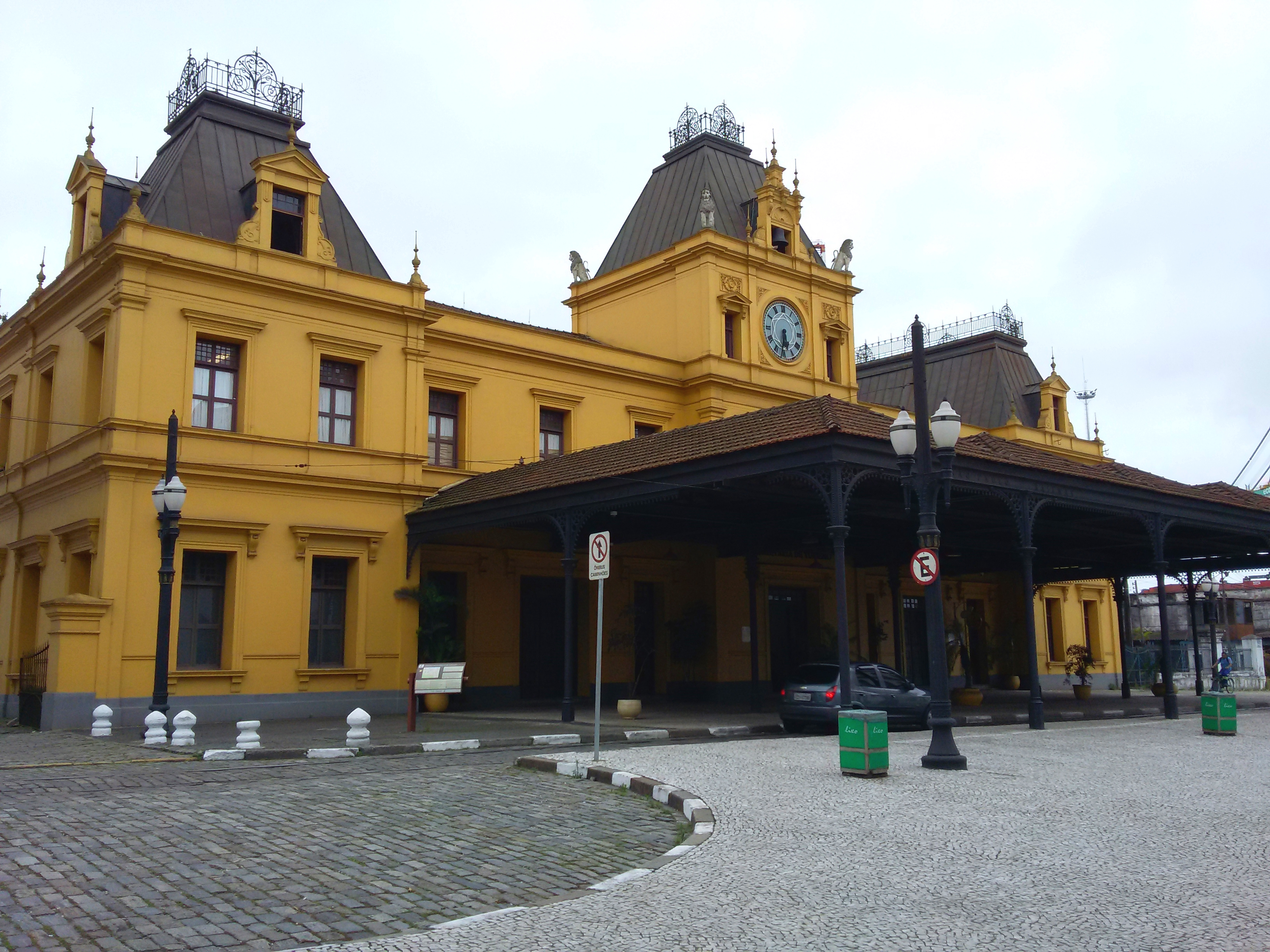
Estação do Valongo na cidade de Santos.

A Santos a Jundiaí tinha seu quilômetro zero na cidade de Santos, mais precisamente no bairro do Valongo, na região central (Estação do Valongo). Cruza os municípios de Cubatão, Santo André (Paranapiacaba), Rio Grande da Serra, Ribeirão Pires, Mauá, novamente Santo André (área central) e São Caetano do Sul até chegar à Capital Paulista.
Na Capital, seus trilhos ainda servem como separação entre os bairros do Ipiranga e Vila Prudente e entre Cambuci e Mooca. Cruzam os bairros do Brás, Bom Retiro, Santa Cecília, Barra Funda, Lapa, Pirituba, Jaraguá e Perus.
Seguindo pelo interior, seu trajeto também abrange os atuais municípios de Caieiras, Franco da Rocha, Francisco Morato, Campo Limpo Paulista, Várzea Paulista e Jundiaí, onde termina, no bairro de Vila Arens, quilômetro 139.

### Conexões
A Estrada de Ferro Santos a Jundiaí conecta-se ou conectava-se ainda:
- Com a Estrada de Ferro Sorocabana - EFS/Fepasa ainda no Porto de Santos, e próximo a Piaçaguera no município de Cubatão ainda no pé da serra antes da subida para o planalto; também se conecta na região da Barra Funda (Estação Barra Funda) até a Lapa, onde correm paralelas, havendo o terceiro intercâmbio ativo.
- Com a Estrada de Ferro Central do Brasil - RFFSA em Rio Grande da Serra, de forma indireta, através do Ramal de Suzano e na estação do Brás.
- Com a desativada Estrada de Ferro Perus-Pirapora na estação de Perus.
- Com a hoje erradicada Estrada de Ferro Bragantina em Campo Limpo Paulista.
- Com os trilhos erradicados da antiga Companhia Ytuana de Estradas de Ferro, adquirida em 1892 pela Estrada de Ferro Sorocabana em sua estação terminal em Jundiaí.
- Com a Companhia Paulista de Estradas de Ferro - CPEF/Fepasa, também na estação terminal de Jundiaí. Esta ferrovia, aliás, servia como continuação do leito da Santos a Jundiaí, ligando-a até os limites do Estado de São Paulo.

## Dias atuais
Atualmente, a EFSJ se dividiu em duas, a Linha 7–Rubi e a Linha 10–Turquesa, ambas administradas pela CPTM. Esta empresa foi criada a partir do momento que o Governador do estado de São Paulo, Luiz Antonio Fleury Filho (PMDB-SP), foi à Brasília pedir ao então presidente da República, Itamar Franco (PMDB-MG), o direito de administração, pelo Estado, das linhas metropolitanas em 1992, cujo secretário dos transportes metropolitanos do Estado de São Paulo era Aloysio Nunes Ferreira (PSDB-SP). Através deste foi feito estudos de compatibilização junto a Fepasa, na união das empresas e reformas dos trens da antiga CBTU, em 1994.
O trecho Rio Grande da Serra ↔ Paranapiacaba funcionou com um ramal da antiga Linha D–Bege até novembro de 2001, mas hoje nem a linha, nem o ramal vão até Paranapiacaba. Os trens da CPTM vão até Rio Grande da Serra e voltam. Porém o trecho Brás ↔ Jundiaí é uma das principais linhas da CPTM.
Em 30 de abril de 2021, a CPTM anunciou a criação do Serviço 710, que na prática, trata-se da união das linhas 7–Rubi e 10–Turquesa. Assim até o momento atual funciona somente o trecho urbano da antiga EFSJ com passageiros.
O trecho que compreende Rio Grande da Serra e Paranapiacaba, é utilizado para transporte de cargas pela MRS Logística S.A., bem como o trecho de Paranapiacaba-Santos.